# 하코자키미야마에역
하코자키미야마에역(일본어: 箱崎宮前駅)은 일본 후쿠오카현 후쿠오카시 히가시구 마이다시 4초메에 소재하는 후쿠오카 시 교통국 지하철 하코자키 선의 역이다. 역 번호는 H05이다.
역의 심벌 마크는 하코자키 궁의 오토리이이다.

## 역사
- 1983년 9월 12일: 역명 결정. 당초 역명은 "하코자키 역"이었음.
- 1986년 1월 31일: 하코자키미야마에역 영업 개시.

## 역 구조
- 지하 2층에 섬식 승강장 1면 2선의 지하역이다.
- 하코자키 궁의 근처역이어서 대제 시 혼잡에 대비할 목적으로 임시 매표소와 임시 개찰구(유인)가 구비되어 있다. 2008년 방생회 때 이용되었다.

### 승강장
| 1 | ■ 하코자키 선 | 가이즈카 방면 (니시테쓰신구 방면은 가이즈카에서 환승) |
| 2 | ■ 하코자키 선 | 나카스카와바타・덴진・니시진・메이노하마 방면         |

## 이용 상황
2015년도의 1일 평균 승차 인원은 3,807명이다.
최근 1일 평균 승차 인원의 추이는 아래 표와 같다.
| 연도   | 1일 평균 승차 인원 |
| ------ | ------------------ |
| 2001년 | 2,644              |
| 2002년 | 2,663              |
| 2003년 | 2,608              |
| 2004년 | 2,669              |
| 2005년 | 2,534              |
| 2006년 | 2,567              |
| 2007년 | 2,870              |
| 2008년 | 3,049              |
| 2009년 | 2,941              |
| 2010년 | 3,036              |
| 2011년 | 3,382              |
| 2012년 | 3,323              |
| 2013년 | 3,580              |
| 2014년 | 3,920              |
| 2015년 | 3,807              |

## 역 주변
규슈 대학이 근처에 있기 때문에 아파트와 대형 아파트 외에 옛날부터 민가 등이 많이 있다.
- 하코자키 궁
- 하코자키역 - 큐슈여객철도(JR 큐슈) 가고시마 본선
- 히가시 구청
- 후쿠오카 시 히가시 보건소
- 후쿠오카 현립 도서관
- 후쿠오카 시립 하코자키 초등학교
- 겐코 보루이 흔적

## 사진

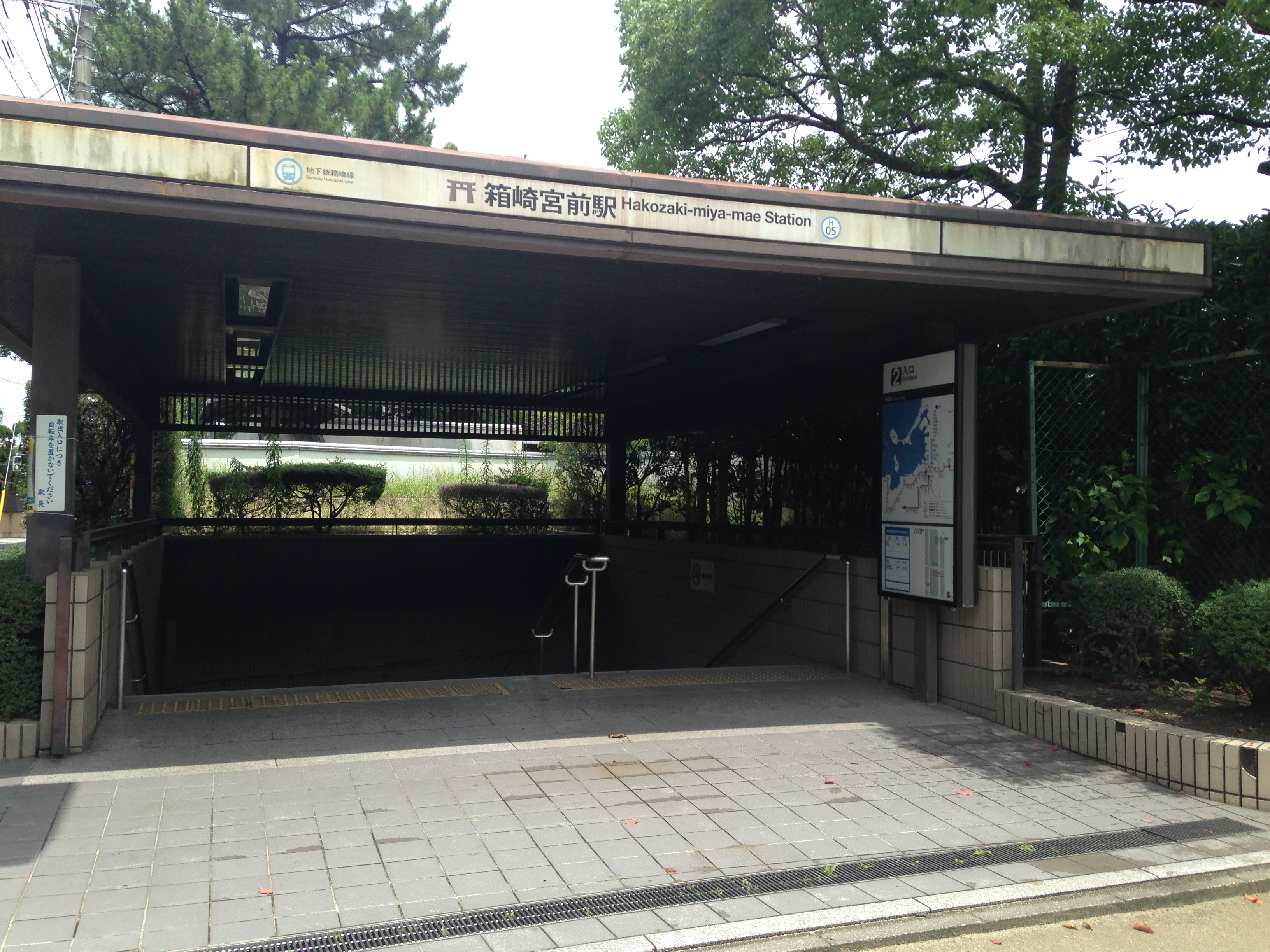
2번 출입구
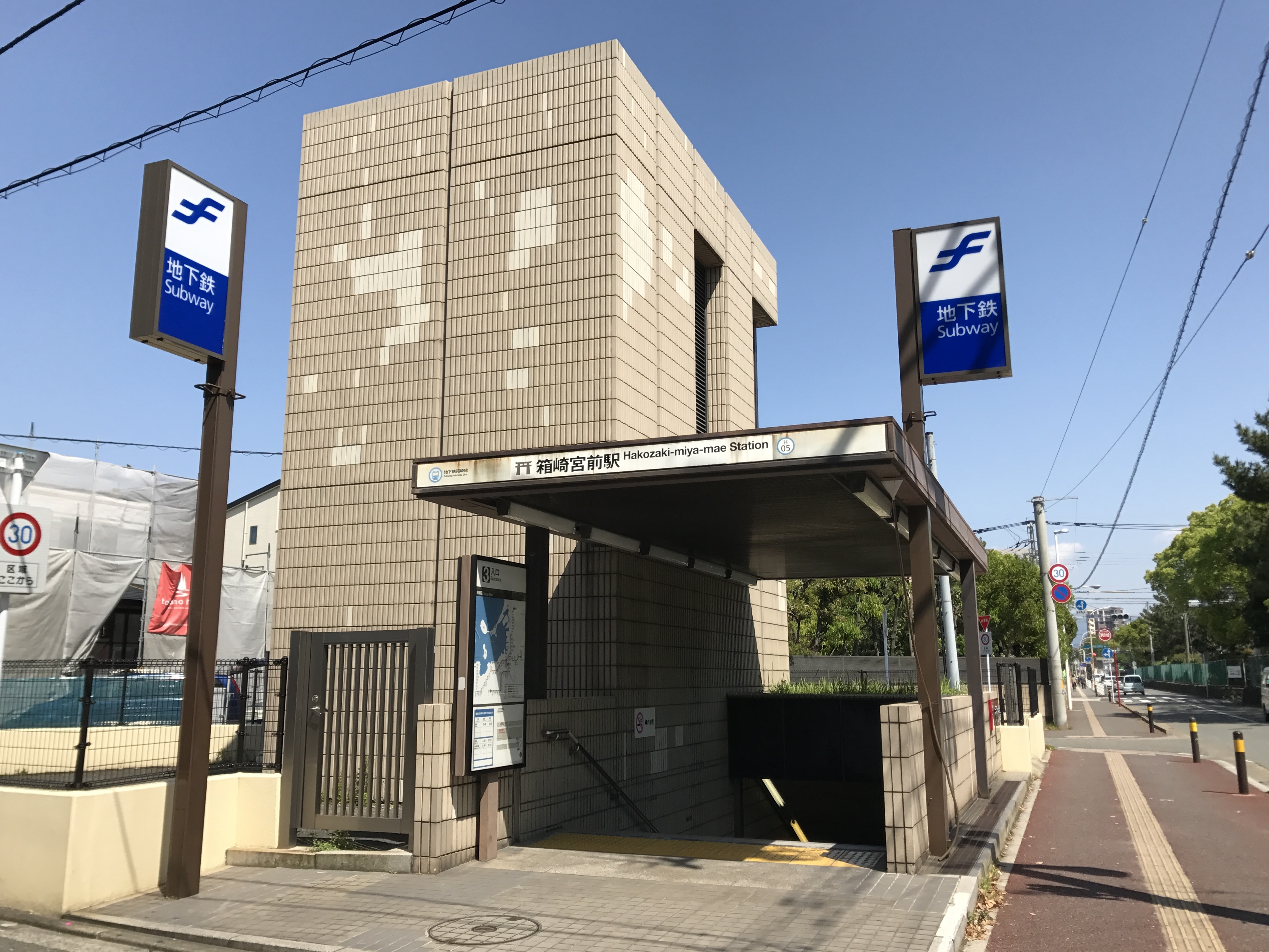
3번 출입구
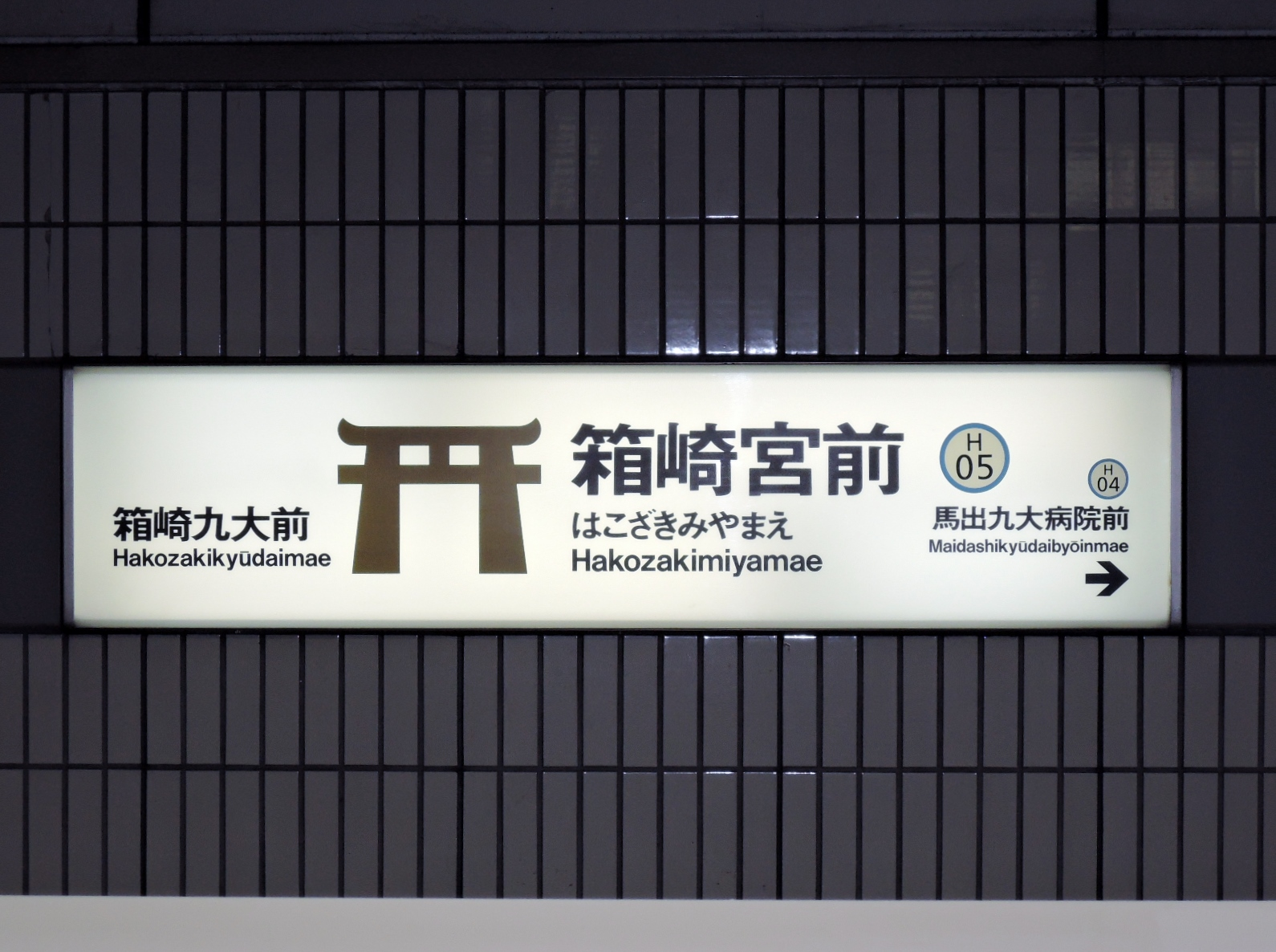
역명판 하코자키 궁 오토리이가 그려져 있다.

## 인접역
| 후쿠오카 시 지하철 ■ 하코자키 선               | 후쿠오카 시 지하철 ■ 하코자키 선 | 후쿠오카 시 지하철 ■ 하코자키 선     |
| ---------------------------------------------- | -------------------------------- | ------------------------------------ |
| H04 마이다시큐다이뵤인마에 나카스카와바타 방면 |                                  | 하코자키큐다이마에 H06 가이즈카 방면 |